# Humans Need Not Apply
Humans Need Not Apply (Con Người Không Cần Ứng Tuyển) là một bộ phim ngắn năm 2014 do CGP Grey đạo diễn, sản xuất, biên kịch và biên tập. Phim tập trung vào tương lai khi mà tự động hóa được áp dụng vào kinh tế, và tác động của việc áp dụng này lên lực lượng lao động trên toàn thế giới. Phim được đăng tải lên YouTube vào ngày 13 tháng 8 năm 2014, sau đó được phát hành qua iTunes và RSS.

## Khái lược

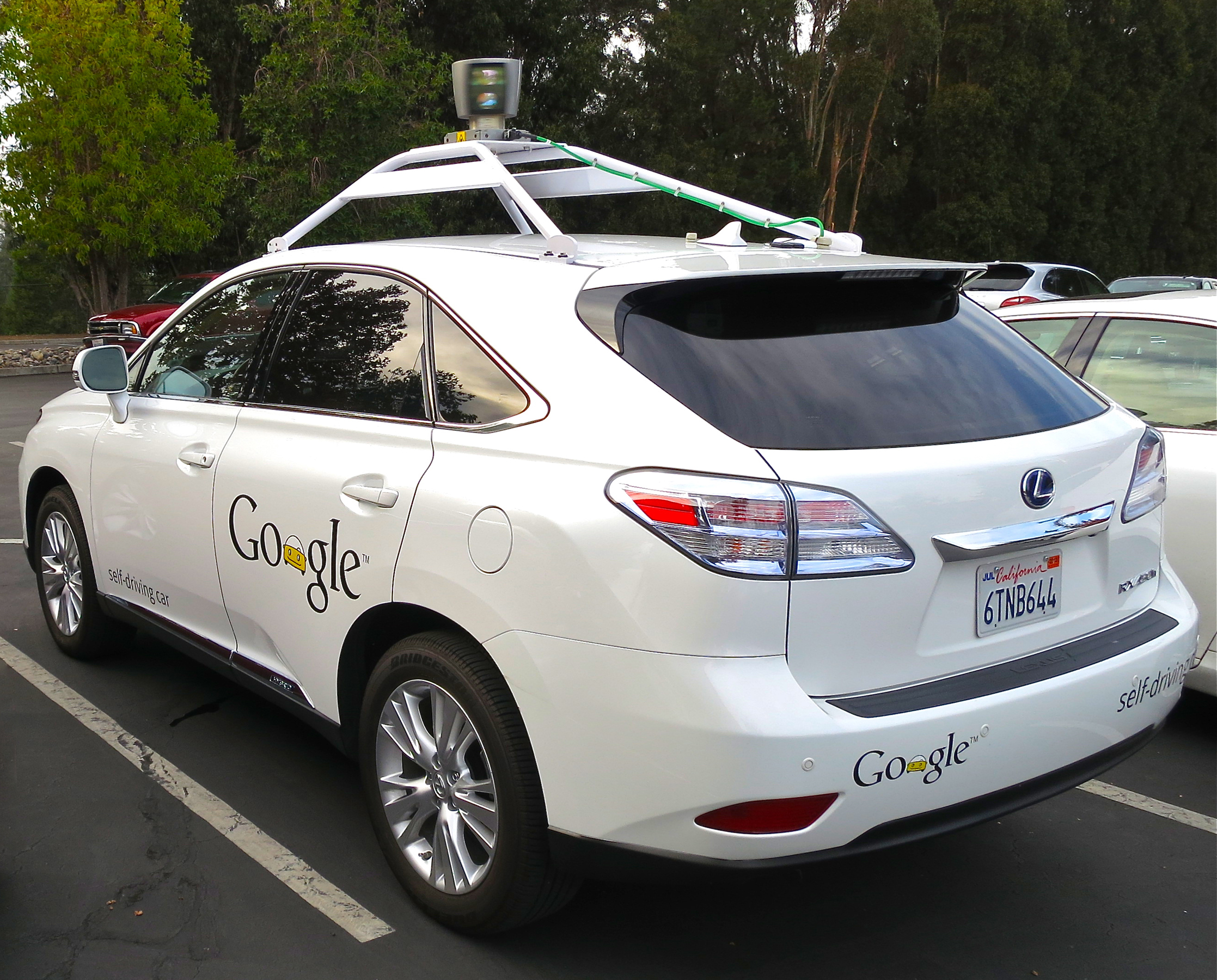
Xe Lexus RX 450h, được Google cải biến thành xe tự lái

Video đấy thảo luận về chủ đề rằng sự hữu dụng của robot càng ngày càng tăng lên nhanh chóng trong xã hội loài người, việc tự động hóa sẽ dẫn đến viễn cảnh là sức lao động của con người không còn cần thiết nữa như thế nào.
Ban đầu, phim đưa ra phép so sánh mô tả cách con người trước kia đã thay thế sức lao động của loài ngựa bằng việc chế tạo ra sức lực cơ khí như ô-tô, khiến loài ngựa "mất việc", và dựa vào việc loài ngựa ngày nay không còn được dùng làm nhiều việc gì nữa, bác bỏ lập luận rằng khi nghề cũ mất đi thì luôn có nghề mới cho con người. Kết thúc so sánh là liên hệ đến việc chế tạo ra trí óc cơ khí, hay "lao động trí óc", nhằm cho robot thay thế luôn nghề nghiệp của con người. Grey cũng bàn luận về chuyện yếu tố kinh tế là động lực đằng sau một tương lai dựa trên tự động hóa như thế nào.
Ở kết luận, Grey phát biểu rằng 45% lực lượng lao động có thể bị robot thay thế, liệt ra gồm các ngành nghề chuyên gia, văn phòng và kỹ năng thấp, mức độ thất nghiệp cao hơn hẳn con số 25% trong thời Đại khủng hoảng. Ví dụ cụ thể thì video bảo rằng có 3 triệu công việc lái xe tại Hoa Kỳ và 70 triệu công việc lái xe trên toàn thế giới (ngoại suy từ thống kê của Hoa Kỳ), với số lượng việc làm khổng lồ vậy, ngành vận tải sẽ chịu tác động mạnh nhất và nhanh nhất. Grey bảo thêm rằng ngay cả các ngành nghề sáng tạo cũng không hề có bảo đảm, minh chứng bằng đoạn âm nhạc do AI biên soạn trong nền video của mình.
Ngoài ra, người xem được nhắc nhở rằng video đấy không hề bàn về hay vẽ ra một tương lai dựa trên khoa học viễn tưởng nào cả, mà hoàn toàn là về viễn cảnh có thể xảy ra thật, minh chứng qua các ví dụ như robot Baxter, xe tự lái và trí tuệ nhân tạo Watson của IBM.

## Sản xuất và tài trợ
Bộ phim được tài trợ thông qua Subbable, một website gây quỹ cộng đồng. Gray đã sử dụng website này làm phương tiện hỗ trợ các dự án của mình trước khi chuyển sang Patreon.

## Đón nhận
Humans Need Not Apply có được đưa tin trên một số ấn bản báo chí, bao gồm Business Insider, The Huffington Post và Forbes. Các bài đưa tin về video này đều khen ngợi cách trình bày của nó, nhận xét video là "được làm rất tốt". Các ấn bản này còn ca ngợi phần tiền đề của nó, nhận xét là có tính "khơi gợi tư duy" và "hấp dẫn", nhưng cũng khẳng định rằng các luận điểm và chủ đề được đưa ra trong video là "rất gây kinh hãi". Bruce Kasanoff của tờ Forbes bình luận rằng video "khiến ta phải quan ngại" và "ám chỉ rất thuyết phục rằng nhiều công việc của con người sẽ biến mất qua những năm tới, bởi vì tự động hóa sẽ làm việc nhanh hơn, tốt hơn và rẻ hơn." The Verge nhận xét: "Ở cuối video có lẽ bi quan quá, song ý cốt lõi vẫn có giá trị." Vice Motherboard thì bảo "Video vẽ ra viễn cảnh khá ảm đạm song rất xác đáng cho thấy hầu như không có công việc nào là an toàn cả, đã đến lúc chúng ta tỉnh ngộ ra mà nhận thức được sự thật đó." World Futures Review đánh giá chủ đề của phim "được mô tả xuất sắc".
Sau vài ngày ra mắt, video đã đạt một triệu lượt xem. Tính đến  tháng 1 năm 2022, Humans Need Not Apply đã đạt trên 15.2 triệu lượt xem. Video đã nhận được hơn 180.000 lượt thích tính đến tháng 3 năm 2017.